# Forza 3
Forza Motorsport 3 er et kommende racer simulator spil. Spillet bliver udviklet af Turn 10 Studios. Spil er sat til at udkomme den 27. oktober til Xbox 360. Det er det tredje spil i Forza-serien.

## Gameplay
Forza Motorsport 3 inkludere over 400 biler fra 50 forskellige producenter og indeholder over 100 baner. 
Nye tilføjelser til spillet omfatter in-car driving view, en perfekt linje som man kan følge, og at kørertøjerne kan vælte. Det vil også være muligt at uploade billeder fra Xbox 360 til Forza's hjemmeside.
Der vil være en ny single-player del til spillet. Hvilket vil tage spilleren til unikke race, som vil inkludere mere end 200 forskellige events, som fx Circuit, Oval, Drag, Drift og Time Events. Turn 10 Studios har også sagt at Circuit de la Sarthe vil være inkluderet. Circuit de la Sarthe Bliver brugt til Le Mans 24 timers race.
Online delen vil være anderledes. Der vil komme nye Xbox LIVE scoreboards, der vil vise de bedste stats osv.
Til E3 2009 så sagde Turn 10 at der vil være en spole funktion, noget der minder om funktion i Race Driver GRID, der blev ikke specifikt sagt hvad de mente med dette system. Senere blev det afsløret at man vil have muligheden for at spole tilbage i tiden og rette på fejl.
Dette er et af de mange assists som vil være tilgængelige. Spole funktionen kan kun bruges i single player delen.
Under et interview så sagde Dan Greenawalt at A.I. vil være bedre, der vil være bedre fysik til spillet og meget bedre grafik. Den nye engine gør at der vil være 10 gange flere polygoner på hver bil og at teksturen vil være fire gange større end i Forza 2. Spillet vil køre ved 60 FPS.

## Liste
1. ↑  "Forza 3 out in Europe before US". Arkiveret fra originalen 7. november 2009. Hentet 13. november 2009.
2. ↑  Magrino, Tom (27. juli 2009). "Forza 3 floors it October 27". GameSpot.com. Arkiveret fra originalen 10. april 2012. Hentet 27. juli 2009.
3. ↑  "Forza Motorsport 3 Official Site". Turn 10. Arkiveret fra originalen 3. juni 2009. Hentet 2. juni 2009.
4. ↑  "Forza: now with added Le Mans". Arkiveret fra originalen 14. august 2011. Hentet 23. juli 2009.
5. ↑  "Forza Motorsport 3 Impressions - Preview GameSpot E3 2009". GameSpot. Arkiveret fra originalen 10. april 2012. Hentet 1. juni 2009.
6. ↑  "Forza Motorsport 3 - E3 2009 Developer Interview". Arkiveret fra originalen 10. april 2012. Hentet 3. juni 2009.

## Eksterne links
- Official Forza Motorsport 3 Arkiveret 3. juni 2009 hos  Wayback Machine